# Thomas Murphy (coleccionista)

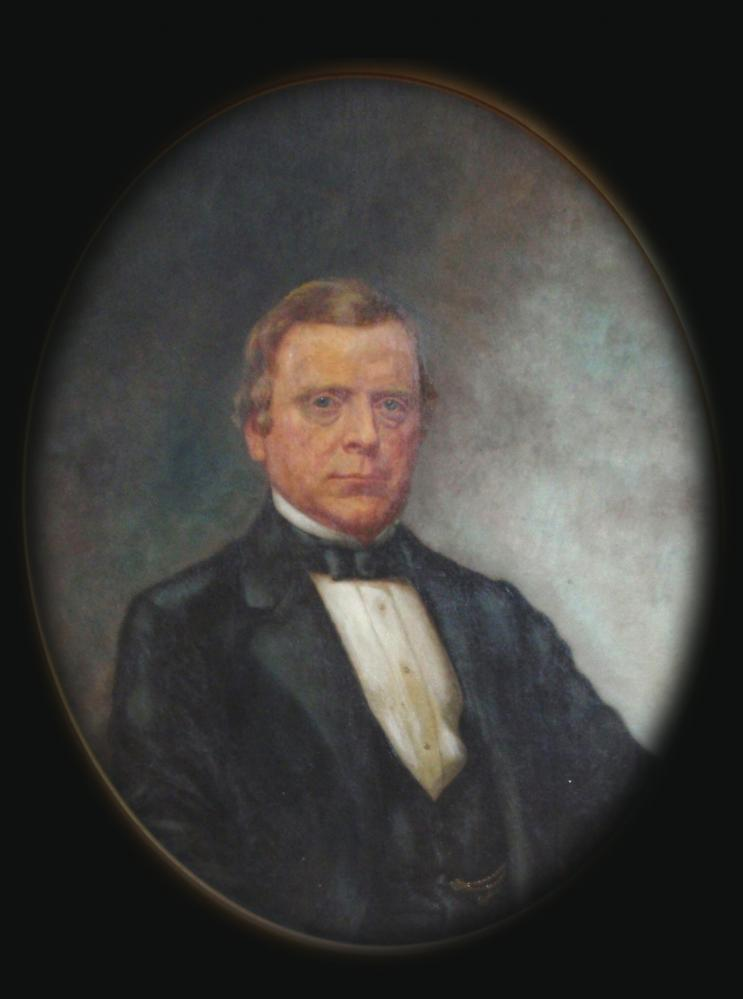
Thomas Murphy, recaudador de impuestos del Puerto de Nueva York y senador del estado de Nueva York.

Thomas Murphy (1821 - 17 de agosto de 1901) fue un empresario y político irlandés-estadounidense nacido en la ciudad de Nueva York, que a lo largo de tres mandatos, en los años 1866, 1867 y 1879, desempeñó el cargo de senador del estado de Nueva York. Formó parte del Partido Republicano y construyó su fortuna vendiendo equipos al Ejército de la Unión durante la guerra civil estadounidense. Posteriormente, pasó a formar parte de la maquinaria política dirigida por el senador estadounidense de Nueva York Roscoe Conkling, y fue nombrado Recaudador del Puerto de Nueva York desde 1870 hasta 1871.

## Biografía
Murphy nació en Irlanda en 1821. Emigró a los Estados Unidos cuando era joven y entró en el negocio de las pieles. Se interesó por la política, uniéndose primero al partido Whig y más tarde a los Republicanos .
En 1848 se casó con Mary Gibbs (fallecida en 1897) y tuvieron cinco hijos. Su hijo, Edgar Gibbs Murphy, se hizo famoso como campeón de tiro con palomas. Otro hijo, Thomas Vinton Murphy, se casó con Cora Howarth. En la década de 1880, tenían un negocio de venta de municiones y una casa de apuestas.
Murphy hizo su fortuna vendiendo equipo al Ejército de la Unión durante la guerra civil estadounidense, y poco después se involucró con la maquinaria política republicana dirigida por Roscoe Conkling . Fue miembro del Senado de Nueva York (7.º D.) en 1866 y 1867. En 1870, Conkling le pidió al presidente Ulysses S. Grant que nombrara a Murphy para el cargo de Recaudador. Murphy antagonizó a otras facciones republicanas de Nueva York al despedir a sus miembros de los trabajos de la Aduana y reemplazarlos con hombres leales a Conkling. Murphy se volvió lo suficientemente impopular como para que Grant se viera obligado a reemplazarlo, nombrando al amigo de Murphy, Chester A. Arthur, para el puesto en su lugar.
Después de su destitución, Murphy se postuló para el Congreso por el noveno distrito congresional de Nueva York, pero fue derrotado. Fue elegido nuevamente como miembro del Senado estatal en 1879 .
Finalmente llegó a ser dueño de una granja de caballos en Deal, Nueva Jersey . Murió en su casa en 1901 por una enfermedad renal. Su funeral se celebró en la Catedral de San Patricio en Nueva York. Fue enterrado en el cementerio Woodlawn en el Bronx .